# Арчибальд, Уоррен
Уоррен «Лага» Арчибальд (родился в Пойнт-Фортин, Тринидад и Тобаго) — тринидадский футболист, нападающий, который провёл один сезон в Объединённой футбольной ассоциации и девять — в Североамериканской футбольной лиге, став в 1973 году MVP лиги. Он также играл в Мексике и на Гаити и был игроком сборной Тринидада и Тобаго с 1968 по 1976 год.

## Клубная карьера
Арчибальд посещал колледж святого Бенедикта в Тринидаде. В 1967 году он подписал контракт с «Нью-Йорк Дженералз» из Национальной Профессиональной Футбольной Лиги. В 1968 году NPSL объединилась с Объединённой футбольной ассоциацией для формирования Североамериканской футбольной лиги. «Дженералз» были расформированы после сезона 1968 года в NASL. По этой причине Арчибальд покинул лигу. Некоторые источники указывают, что он, возможно, играл за «Сан-Луис» в Мексике и за «Виктори Спортиф» на Гаити. Это, возможно, имело место в 1969 году. Однако в 1970 году Арчибальд подписал контракт с «Вашингтон Дартс» из NASL. Он был избран во вторую команду «Всех Звёзд» в 1970 и 1971 годах, играя за «Дартс». В 1972 году «Дартс» переехали во Флориду и стали «Майами Гатос». В 1973 году команда была переименована в «Майами Торос». В том сезоне Арчибальд был признан MVP в NASL и зачислен в команду «Всех Звёзд». Он был внесён во вторую команду «Всех Звёзд» ещё раз в 1974 году. В 1976 году Арчибальд начал сезон с «Торос», но был продан после трёх игр в «Рочестер Лансерс». К этому времени его забивные качества понизились, и он отметился только одним голом в четырнадцати играх за «Рочестер». В апреле 1977 года «Лансерс» отказались от услуг Арчибальда.

## Национальная сборная
Арчибальд был игроком сборной Тринидада и Тобаго на чемпионате наций КОНКАКАФ в 1973 году, победа в котором позволила бы выйти на чемпионат мира по футболу 1974. Арчибальд своим голом установил окончательный счёт в матче с Мексикой — 4:0. Тринидад и Тобаго имел лучшую разницу голов на турнире, однако набрал на два очка меньше, чем Гаити, которая и выиграла соревнование. Он был первым регулярным игроком сборной Тринидада и Тобаго. Его первый матч состоялся 17 ноября 1968 года, когда его сборная проиграла со счётом 4:0 Гватемале в квалификации на чемпионат мира. Последний матч за сборную Арчибальд сыграл 28 ноября 1976 года, игра закончилась ничьей с Суринамом 2:2.